# Lechajon
Lechajon - starożytny port w Zatoce Korynckiej połączony z Koryntem Długimi Murami rozciągającymi się na długości 12 stadionów. Lechajon był dla Koryntian głównym portem wojennym, a podczas okupacji miasta przez Macedończyków jedną z baz floty królewskiej. W czasie wojny korynckiej miejsce bitwy, w której Ateńczycy pod wodzą Ifikratesa pokonali Spartan. Służył także jako port handlowy: głównie do handlu z zachodnią częścią Grecji, a także Italią i Sycylią.